# Eublemma misturata
Eublemma misturata là một loài bướm đêm trong họ Erebidae.